# Angela Alsobrooks
Angela Deneece Alsobrooks (Suitland, 23 febbraio 1971) è una politica statunitense, senatrice per lo stato del Maryland dal 2025. In precedenza, Alsobrooks ha ricoperto la carica di Presidente della Commissione della Contea di Prince George dal 2018 al 2024 nello stato del Maryland e come procuratrice statale, sempre in Maryland, dal 2011 al 2018.

## Biografia

### Primi anni e formazione
Figlia di James Alsobrooks, che lavorava come distributore per il Washington Post e venditore di auto e Patricia James, una receptionist, Angela Alsobrooks proviene da una famiglia originaria di Seneca, nella Carolina del Sud; la famiglia si era trasferita nel Maryland nel luglio 1956, poco dopo che il suo bisnonno materno, J. C. James, fu ucciso a colpi di arma da fuoco da un poliziotto mentre resisteva all'arresto. Una giuria decise di non incriminare l'agente, ritenendo che avesse agito per legittima difesa nell'esercizio delle sue funzioni.
Angela Alsobrooks crebbe a Camp Springs e conseguì una laurea in scienze politiche e studi afroamericani presso l'Università Duke nel 1993, per poi laurearsi in giurisprudenza nel 1996. Dopo essere stata abilitata all'esercizio della professione di avvocato, svolse il suo mestiere sia in studi privati sia per alcuni giudici, finché ottenne un lavoro come assistente procuratore di stato nella contea di Prince George, dove si occupò soprattutto di casi di violenza domestica.
Si approcciò per la prima volta alla vita politica da presidente del corpo studentesco del suo liceo. In seguito lavorò come stagista per la delegata della Camera dei Rappresentanti Eleanor Holmes Norton. Prese parte alla Convention Nazionale Democratica del 1992 come stagista del Congressional Black Caucus e operò come volontaria per la campagna presidenziale di Bill Clinton. In occasione delle presidenziali del 2000 lavorò per la campagna elettorale di Al Gore. Nel 2008, si candidò come delegata alla Convention Nazionale Democratica per supportare Hillary Clinton, sostenendo poi il candidato designato Barack Obama.
Nel 2009 si candidò personalmente alla carica di procuratore di stato per la contea di Prince George come esponente del Partito Democratico, dopo aver letto un profilo del procuratore distrettuale di San Francisco Kamala Harris su Essence e il suo libro Smart on Crime. Kamala Harris sostenne la campagna di Angela Alsobrooks e divenne un'amica e mentore per la collega.

### Procuratore di stato

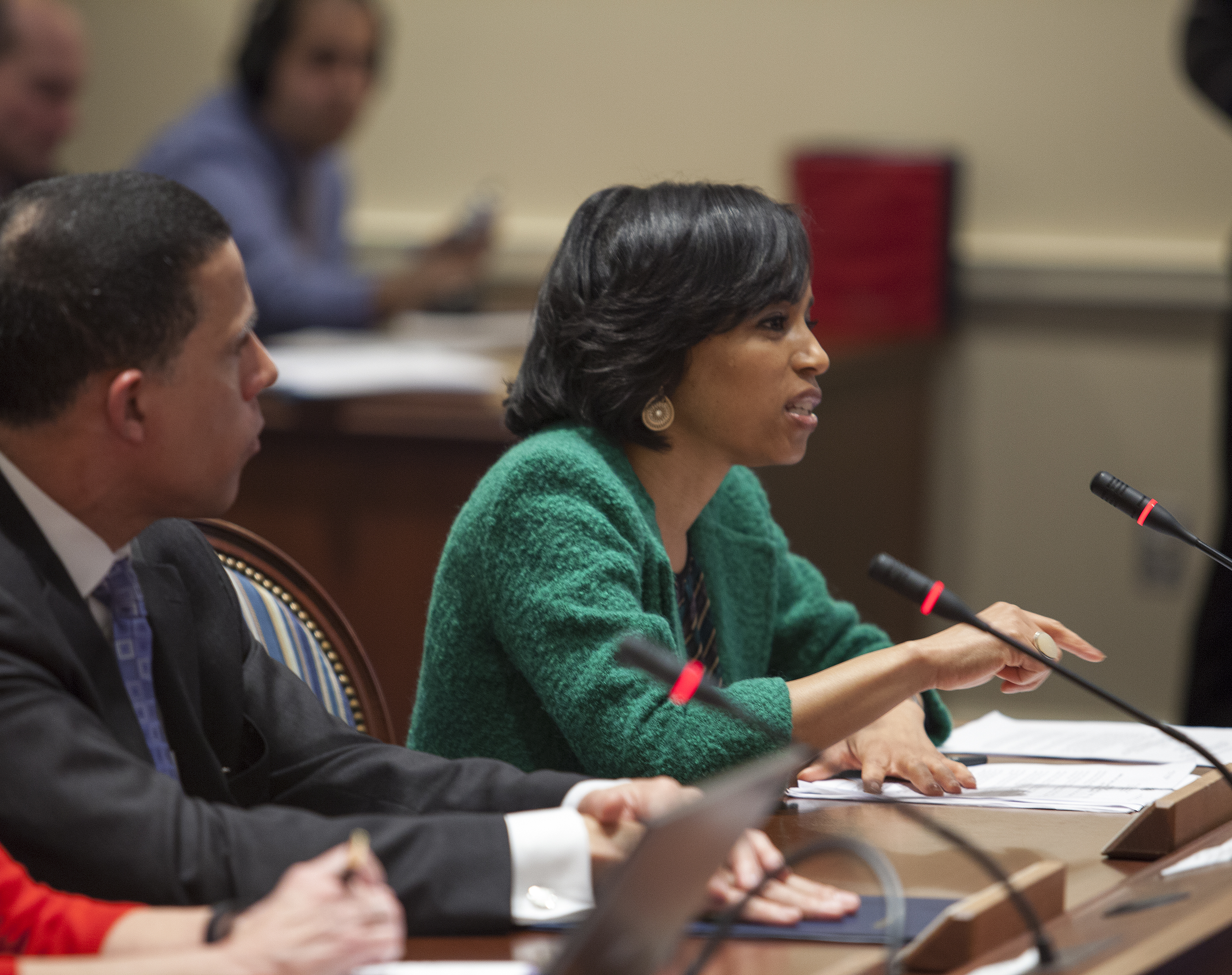
Angela Alsobrooks nel 2014

Angela Alsobrooks venne eletta procuratore di stato nel 2010 e rieletta nel 2014. Divenne la prima donna, nonché la persona più giovane a rivestire tale incarico.
In qualità di procuratore, si distinse per il suo approccio particolarmente duro contro il crimine; durante il suo mandato, il tasso di criminalità violenta nella contea calò del 50%. Angela Alsobrooks aumentò anche i procedimenti giudiziari per furti d'auto, atti vandalici e furti con scasso e perseguì personalmente Richmond Phillips, che fu condannato all'ergastolo per aver ucciso la sua amante e la loro figlia, nonché Daron Boswell-Johnson, condannato a due ergastoli dopo aver ucciso la figlia di due anni e la madre della bambina. Si occupò anche di contrastare i reati economici, la corruzione pubblica e i casi di cattiva condotta della polizia.
Ottenne diversi finanziamenti per aumentare il numero di avvocati nell'ufficio e smistò i procuratori del suo ufficio nei sei distretti di polizia della contea per gestire casi specifici per ogni zona. Collaborò con Kamala Harris nell'attuazione di un programma per ridurre le recidive di reati nella contea di Prince George, ispirandosi al programma "Back on Track" creato da Harris in California.

### Presidente della contea di Prince George

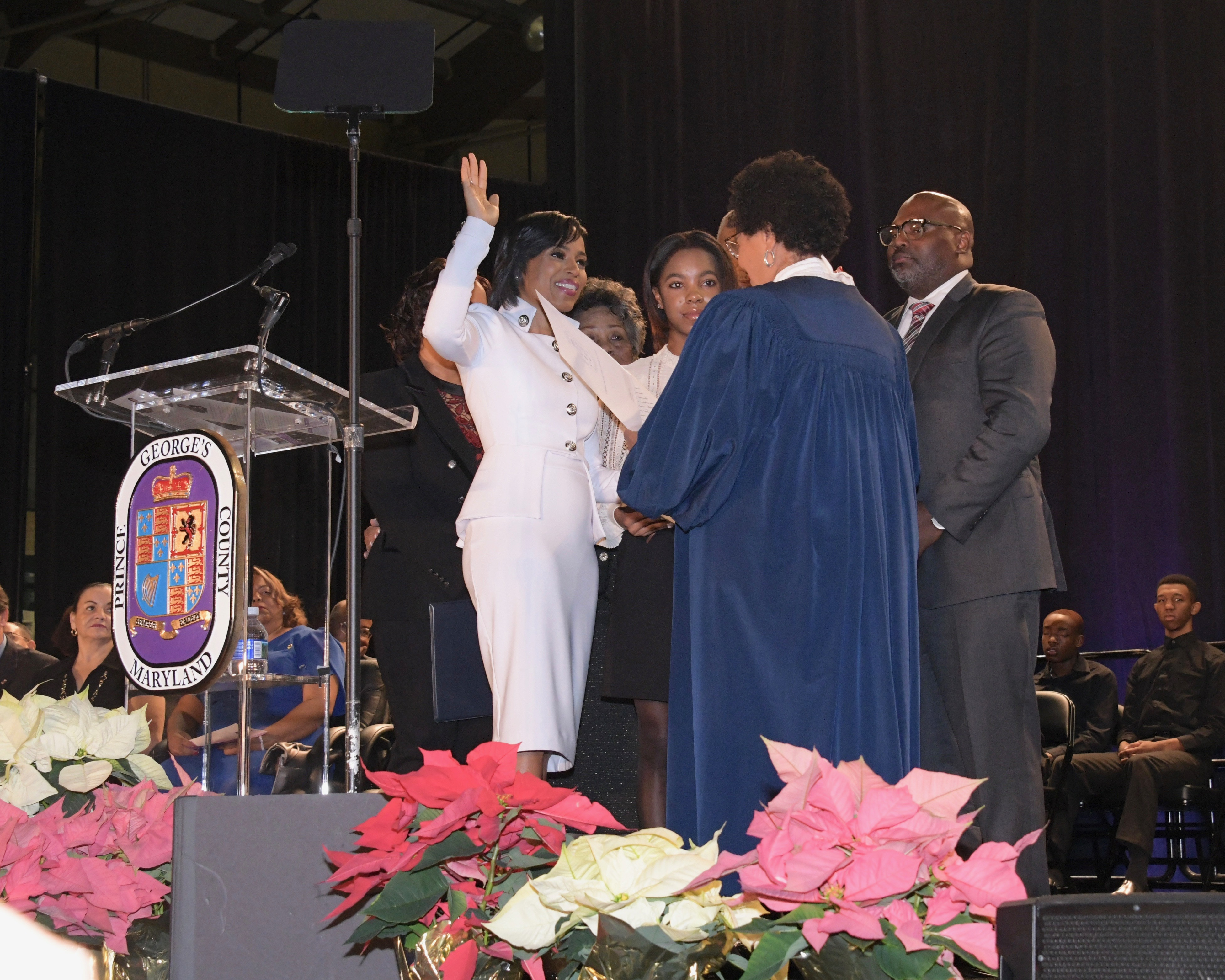
Angela Alsobrooks presta giuramento come presidente della contea nel 2018

Angela Alsobrooks si candidò alla carica di presidente della contea nel luglio del 2017. Il suo programma comprendeva l'aumento dei finanziamenti per l'istruzione e il miglioramento della sicurezza pubblica aumentando le assunzioni di agenti di polizia. Durante le primarie, ottenne il sostegno del Washington Post, del senatore Chris Van Hollen e dei deputati Anthony Brown e Steny Hoyer. Si aggiudicò la nomination democratica con il 61,8% dei voti, sconfiggendo altri otto candidati, tra cui l'ex deputata Donna Edwards. Il suo rivale nelle elezioni generali si ritirò, appoggiandola, cosicché Angela Alsobrooks venne eletta con il 98,9% dei voti.
Angela Alsobrooks prestò giuramento il 3 dicembre 2018, divenendo la prima donna ad essere eletta presidente della contea e la prima donna nera a ricoprire il ruolo di presidente in tutto lo stato del Maryland.
Durante il suo mandato come presidente della contea, subì delle critiche per non aver nominato nemmeno una persona di origine ispanica nel suo gabinetto di 39 membri, nonostante i latinos costituissero il 21,2% della popolazione della contea. A seguito di queste polemiche, nominò Manuel Castillo come responsabile della sicurezza delle informazioni, creò l'Ufficio per gli affari multiculturali e rese più accessibili le traduzioni in spagnolo dei documenti della contea, affermando poi che la rappresentanza latina nella forza lavoro della contea era aumentata dal 6% al 23% durante il suo mandato.
Il 9 marzo del 2020, Angela Alsobrooks annunciò il primo caso di COVID-19 nella contea; ordinò la chiusura di tutti gli edifici pubblici e aprì il primo centro di test alla fine dello stesso mese. La contea di Prince George fu la regione maggiormente colpita dalla pandemia di COVID-19 in tutto lo stato del Maryland.
Da presidente, espresse preoccupazione per i potenziali allentamenti delle restrizioni legate al COVID-19, citando i rapporti che mostravano ulteriori ondate della pandemia. Stanziò poi otto milioni di dollari per un programma di assistenza all'affitto per aiutare le persone colpite dalla pandemia.

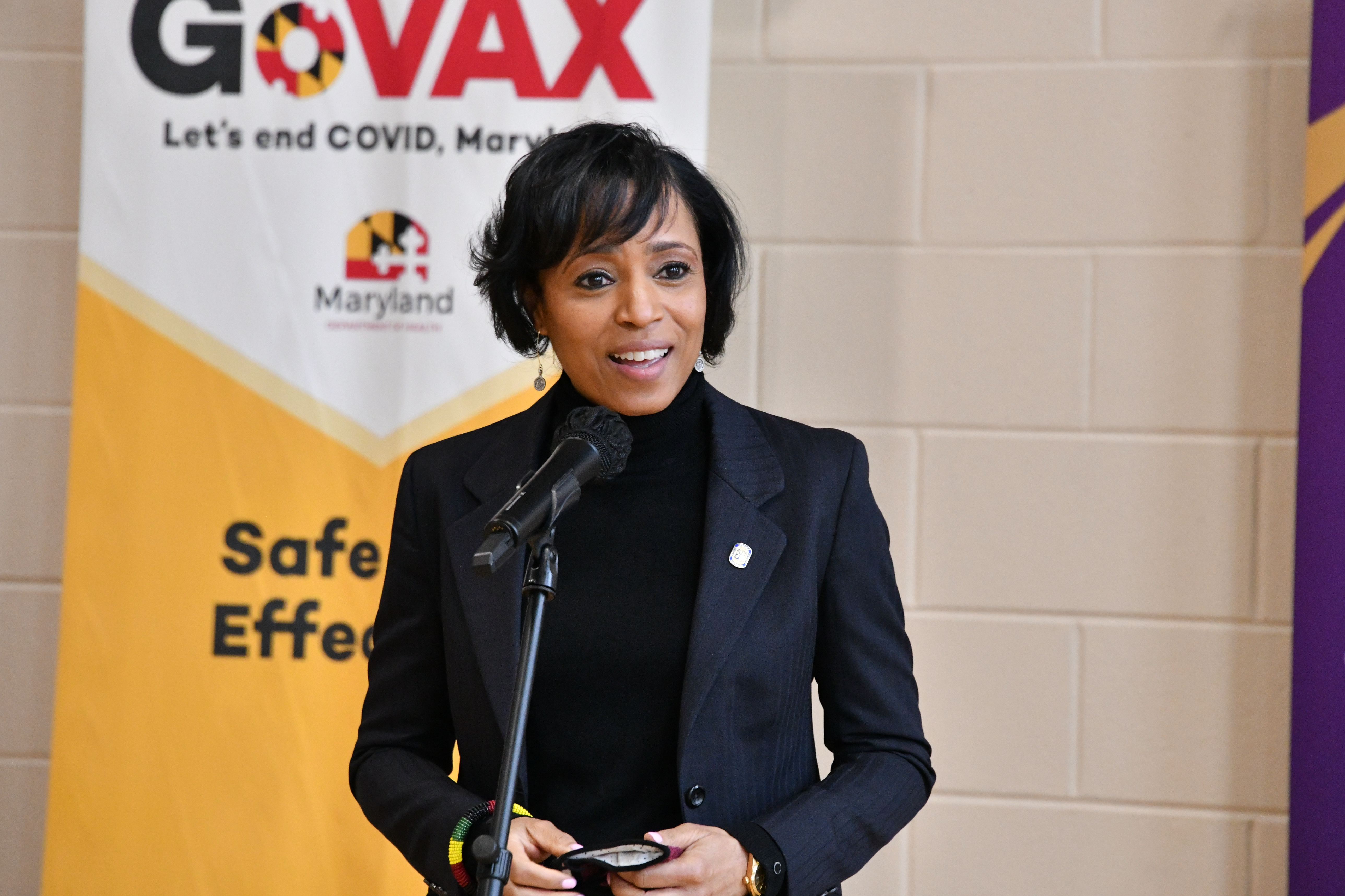
Angela Alsobrooks durante un evento pubblico in un centro vaccinale

Nel luglio del 2020, a seguito di un aumento dei casi nella contea, creò un team per assicurarsi del rispetto delle restrizioni. Poiché i casi continuavano ad aumentare, fissò un limite di cinquanta persone per gli incontri sociali. Nel mese di novembre, impose nuove restrizioni in bar, palestre e ristoranti per contrastare un nuovo picco di contagi.
Nel febbraio del 2021, lanciò una campagna a favore della vaccinazione per il COVID con gli ospedali locali e le organizzazioni non profit, al fine di contrastare la disinformazione ed incoraggiare i cittadini a vaccinarsi. Ad agosto, ripristinò l'obbligo di mascherina al chiuso a seguito di un aumento dei casi di COVID-19 dovuti alla variante Delta; l'obbligo venne revocato nel successivo mese di febbraio.
Nel 2022 la stampa la inserì tra le possibili candidate alla carica di governatore del Maryland, ma Angela Alsobrooks decise invece di concorrere per la rielezione come presidente di contea. Appoggiò pubblicamente la candidatura di Wes Moore e, in seguito alla sua vittoria, venne nominata co-presidente della sua squadra di transizione.

### Senatrice degli Stati Uniti d'America per il Maryland (2025-)

Logo della campagna senatoriale di Angela Alsobrooks

Il 9 maggio del 2023, Angela Alsobrooks annunciò la propria candidatura alle elezioni del 2024 per il seggio del Senato lasciato da ben Cardin. La candidatura rappresentò un potenziale evento storico, poiché in caso di successo, sarebbe stata la prima senatrice nera del Maryland, la prima donna a rappresentare lo stato al Congresso dopo i ritiri di Barbara Mikulski e Donna Edwards nel 2017, nonché la terza donna nera mai eletta al Senato.
Durante le primarie democratiche, fu considerata dai media come una delle principali favorite e ricevette il sostegno di diversi esponenti politici di alto profilo, tra cui Chris Van Hollen, Steny Hoyer e Wes Moore.
Alsobrooks ricevette il maggior numero di donazioni finanziarie individuali, mentre il suo principale sfidante, il deputato David Trone, perlopiù autofinanziò la propria campagna elettorale, raccogliendo oltre sessantuno milioni di dollari e spendendo più risorse dell'avversaria. Angela Alsobrooks cercò di presentare i propri risultati come funzionaria pubblica e, per la maggior parte delle primarie, fu seconda nei sondaggi alle spalle di Trone. Nonostante ciò, vinse le primarie con il 54% dei voti; il suo sostegno provenne in particolar modo dalle contee più popolose e urbanizzate, in particolare nella sua base della contea di Prince George, mentre Trone raccolse voti principalmente nelle aree più rurali.
Nelle elezioni generali, la signora Alsobrooks affrontò come avversario repubblicano l'ex governatore Larry Hogan. La sua strategia fu quella di cercare di associare Hogan a Donald Trump, sottolineando agl elettori che un'eventuale vittoria di Hogan avrebbe portato al controllo repubblicano del Senato. Nei sondaggi, Alsobrooks fu data vincente contro Hogan, seppur con un margine inferiore a quello che solitamente i candidati democratici raccoglievano nel Maryland. Al termine della competizione, Angela Alsobrooks sconfisse Larry Hogan con il 54,6% dei voti.

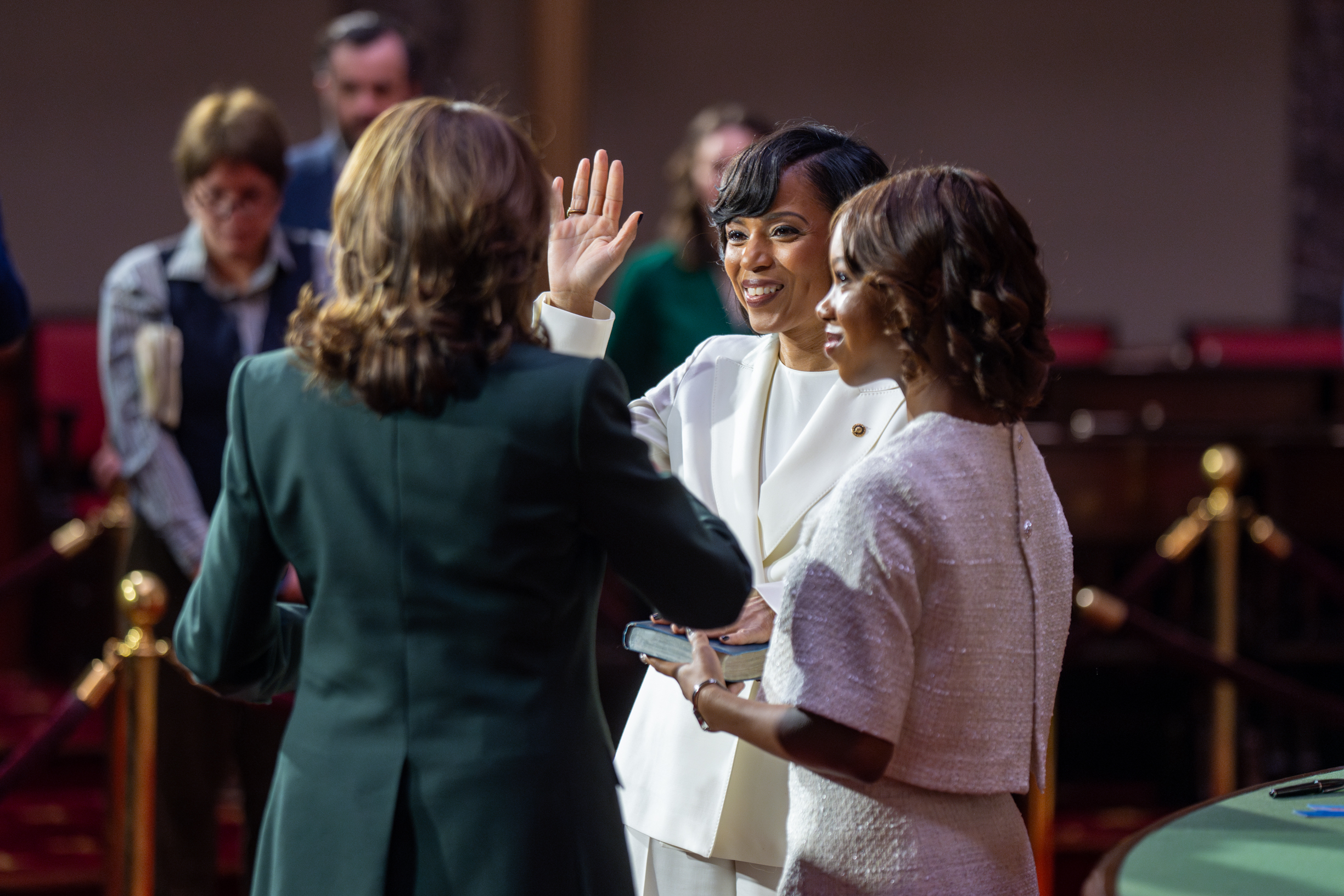
Alsobrooks giura come nuova senatrice degli Stati Uniti d'America per lo stato del Maryland al cospetto della Vicepresidente degli Stati Uniti d'America Kamala Harris. 3 gennaio 2025.

Con la sua vittoria, Angela Alsobrooks si unì a Lisa Blunt Rochester in quella che fu la storica affermazione di due donne nere al Senato nella stessa tornata elettorale.

### Posizioni politiche

#### Giustizia
In uno dei suoi primi casi come procuratore di stato nel febbraio 2011, Angela Alsobrooks chiese la pena di morte contro Darrell Lynn Bellard, un uomo che aveva ucciso due donne e due bambini. Quando nel 2013 l'allora governatore Martin O'Malley firmò un disegno di legge che vietava la pena di morte, Alsobrooks ritirò la sua richiesta di pena capitale e la trasformò in una richiesta di ergastolo. Non si espresse sul tema della pena di morte, ma sostenne che l'avrebbe considerata come possibilità se fosse stata uno degli strumenti disponibili. Nel dicembre del 2023, Angela Alsobrooks dichiarò in un'intervista di non essere favorevole al ripristino della pena di morte e che ne avrebbe sostenuto l'abrogazione a livello federale se eletta al Senato.
Nel 2014, dopo che l'Assemblea Generale del Maryland votò per la depenalizzazione del possesso di piccole quantità di marijuana, Alsobrooks formò un comitato per sviluppare un piano su come gestire i reati legati a tale eventualità. In qualità di procuratore dello stato, sostenne programmi di diversione, tra cui uno che consentiva agli autori di piccoli reati legati alla droga di frequentare il Prince George's Community College e svolgere servizi alla comunità piuttosto che scontare pene detentive. Nel novembre del 2015, affermò che la depenalizzazione della marijuana avesse portato a un aumento del 30% degli omicidi nella contea di Prince George; sostenne poi che i suoi commenti fossero "solo teorie che non sono state ancora dimostrate dalle statistiche sulla criminalità". Nel febbraio del 2019, Alsobrooks sostenne che, sebbene non le importasse come gli adulti usassero la marijuana, fosse invece preoccupata di come il suo uso potesse influire sullo sviluppo dei bambini e sulla loro capacità di trovare un lavoro. Durante la sua campagna elettorale per il Senato nel 2024, Alsobrooks dichiarò che avrebbe votato per legalizzare la marijuana ricreativa a livello federale.
Durante la sessione legislativa del 2015, Alsobrooks espresse il proprio sostegno al Second Chance Act, che consentiva l'eliminazione di alcune condanne per reati minori non violenti, tra cui condotta disordinata, violazione di domicilio e furto inferiore a mille dollari.
Nel novembre del 2016, Angela Alsobrooks si espresse a favore di una proposta di legge che vietasse ai pubblici ministeri di fissare una cauzione elevata per gli imputati poveri. Nel 2017 si oppose ad un altro disegno di legge che avrebbe stabilito nuovi standard per le scarcerazioni preprocessuali e aumentato l'uso della cauzione in contanti. Durante la sua campagna elettorale del 2018, si disse favorevole all'abolizione della cauzione in contanti.

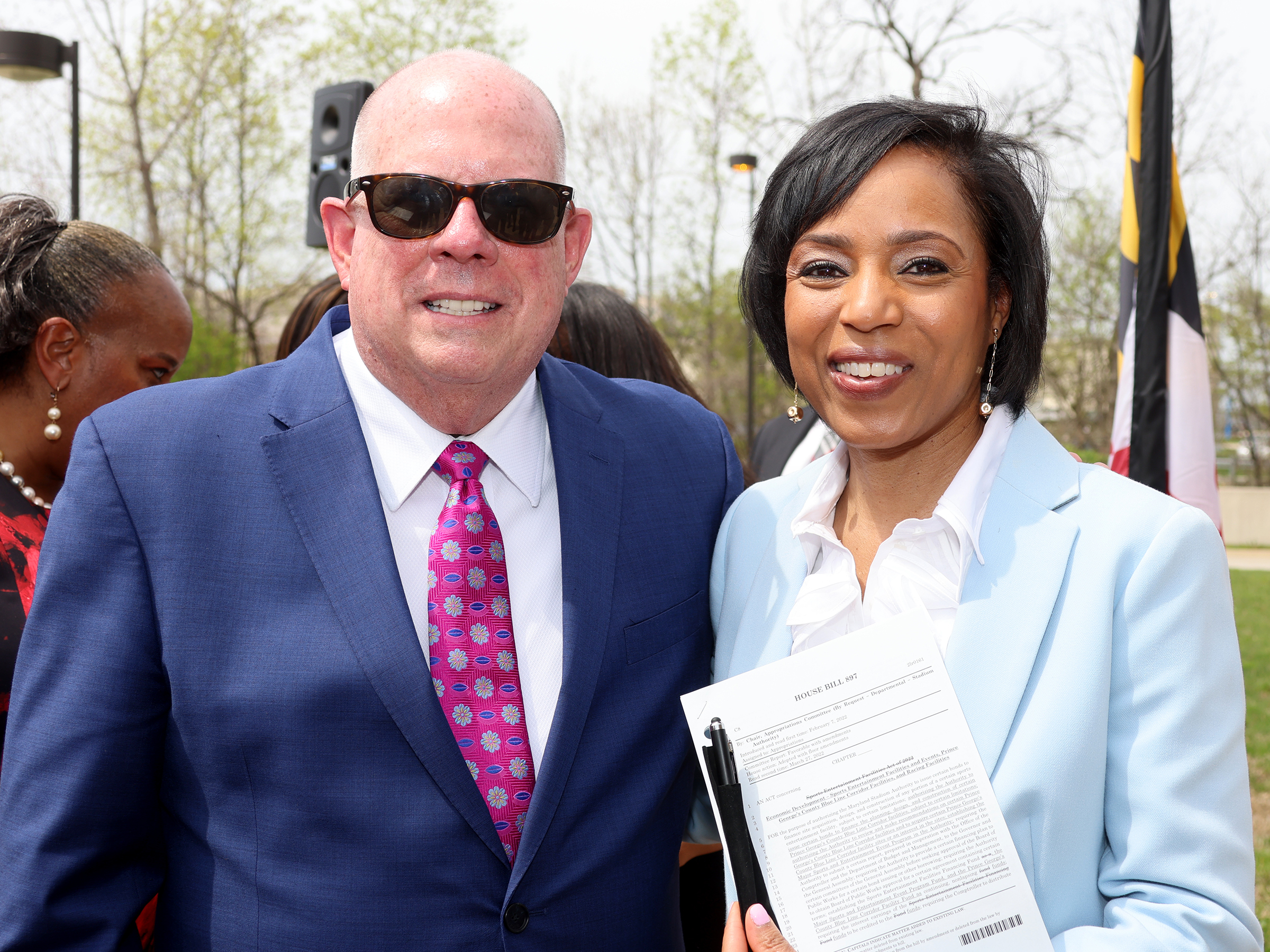
Angela Alsobrooks con Larry Hogan nel 2022

Nel giugno del 2020, in seguito alla morte di George Floyd, Angela Alsobrooks annunciò che la contea avrebbe rinunciato all'espansione della sua struttura di formazione della polizia, finanziando invece una struttura sanitaria pubblica da 20 milioni di dollari per curare la salute mentale e le dipendenze. Condannò inoltre un video che mostrava alcuni poliziotti della contea che gettavano a terra e prendevano a calci un individuo in una stazione di servizio, definendolo "disgustoso" ed esprimendosi a favore del licenziamento degli agenti coinvolti. Nel luglio 2020, istituì una task force per la riforma del corpo di polizia e, nel febbraio successivo, annunciò che la contea avrebbe attuato le riforme raccomandate dalla task force, compresi gli aggiornamenti della politica sull'uso della forza da parte del dipartimento e la creazione di un nuovo ufficio per l'integrità guidato da un ispettore indipendente.
Nel marzo 2022, quando i tassi di criminalità della contea di Prince George raggiunsero il loro apice negli ultimi quindici anni, Angela Alsobrooks propose un aumento di 57 milioni di dollari ai finanziamenti della polizia e creò una task force per prevenire i crimini violenti tra i minorenni. Nel settembre del 2022, istituì un coprifuoco minorile di 30 giorni: i risultati furono che il crimine notturno diminuì del 5%, ma nel complesso aumentò del 2% durante tutte le ore del giorno.

#### Economia
Nell'ottobre del 2015, Angela Alsobrooks sostenne un disegno di legge che richiedeva alle aziende della contea di Prince George di fornire ai dipendenti fino a sette giorni di congedo per malattia retribuito all'anno.
Nel 2019, si disse favorevole all'aumento del salario minimo dello stato a quindici dollari l'ora entro il 2023, affermando che "nessuna giurisdizione può raggiungere questo obiettivo da sola, perché a meno che ogni città e contea non adotti il salario minimo di quindici dollari, non sarà una soluzione praticabile". Durante la sua campagna per il Senato nel 2024, ribadì il suo appoggio all'aumento del salario minimo federale a 15 dollari l'ora, nonché il suo sostegno all'abrogazione del Fair Labor Standards Act del 1938, che consente ai datori di lavoro di pagare i dipendenti con disabilità al di sotto del salario minimo.

#### Scuola e istruzione

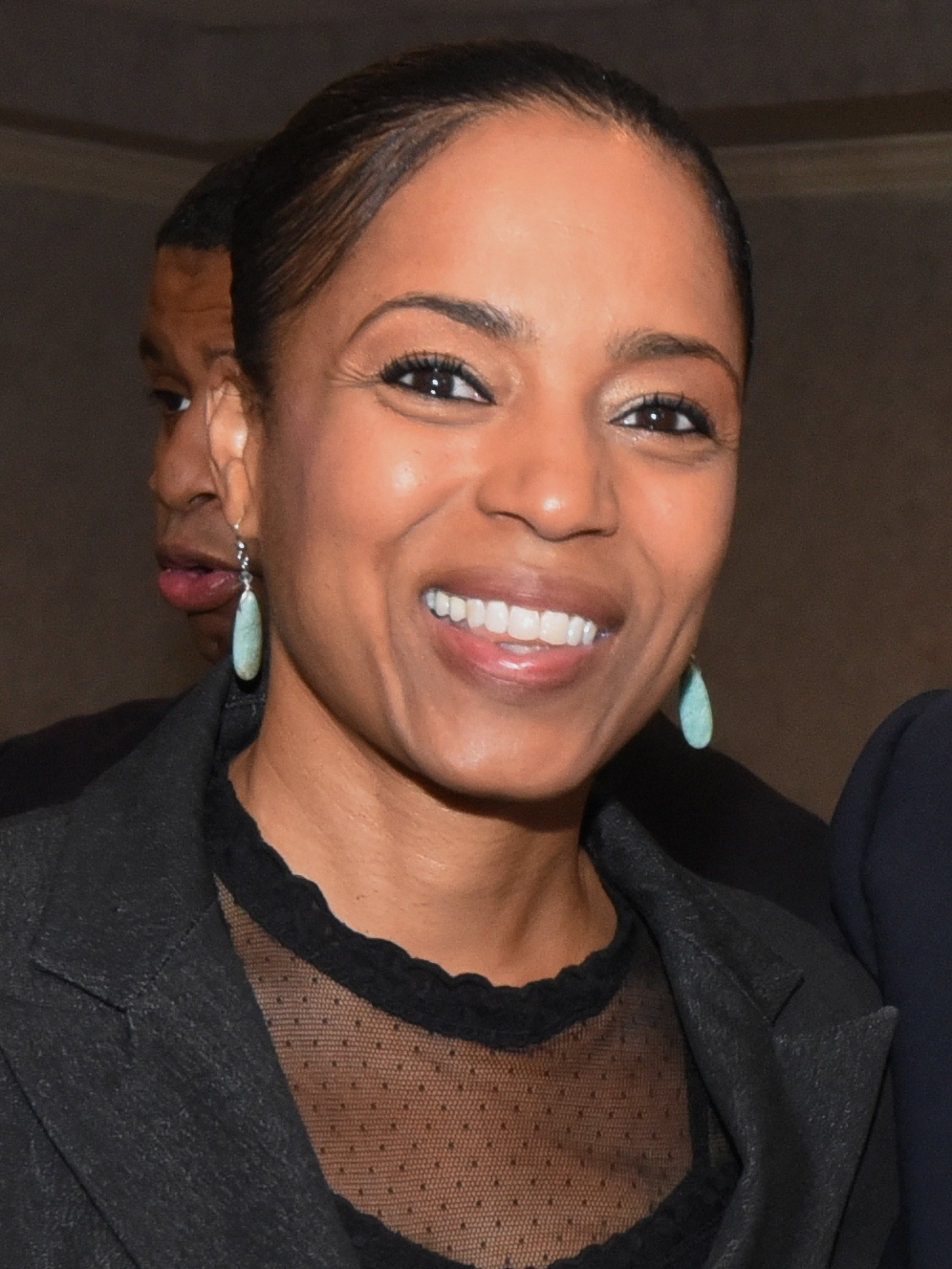
Angela Alsobrooks nel 2016

Durante la sua campagna elettorale come presidente della contea, Alsobrooks promise che la sua amministrazione avrebbe aumentato gli investimenti nell'istruzione prescolare, nell'istruzione professionale e tecnologica e nei progetti di miglioramento delle infrastrutture all'interno delle scuole della contea, con l'obiettivo di ottenere l'asilo nido universale per ogni bambino.
Nel 2019, annunciò che la contea di Prince George avrebbe utilizzato partenariati pubblico-privato per costruire edifici scolastici, rendendola di fatto la prima giurisdizione negli Stati Uniti ad operare in tal senso. Secondo The Baltimore Sun, sei nuove scuole furono costruite grazie a queste partnership e altre otto iniziarono la costruzione a partire da settembre 2024. Durante la sessione legislativa del 2019, sostenne la proposta del governatore Larry Hogan di finanziare progetti di costruzione di scuole nel Maryland con i proventi dei casinò.
Affermò il proprio sostegno all'aumento dei finanziamenti per le scuole frequentate da alunni a basso reddito e per una legge sulla tutela dell'istruzione degli individui con disabilità.

#### Ambiente
Durante il suo mandato come presidente della contea, Angela Alsobrooks istituì un programma di compostaggio per i residenti della contea ed investì oltre un miliardo di dollari in programmi di gestione delle acque piovane. Sottoscrisse un ordine esecutivo che fissava l'obiettivo di dimezzare le emissioni di gas serra entro il 2030 e di raggiungere lo zero netto entro il 2045. Durante la sua campagna per il Senato nel 2024, plaudette all'approvazione l'Inflation Reduction Act, promettendo di espanderne i programmi se eletta e sostenne iniziative per rendere i veicoli elettrici più convenienti, per aumentare i finanziamenti federali per i programmi di riduzione dell'inquinamento della baia di Chesapeake e per imporre una carbon tax ai maggiori inquinatori con i cui proventi finanziare dei programmi di mitigazione del cambiamento climatico.

#### Politica estera
Angela Alsobrooks affermò che la questione di politica estera più significativa per gli Stati Uniti fosse il mantenimento della democrazia. Sostenne l'espansione della NATO e la costruzione di relazioni con l'Arabia Saudita, la Giordania e gli Emirati Arabi Uniti per contrastare l'Iran.
Sostenne il "diritto di Israele a difendersi" e si descrisse come un'alleata per il mantenimento delle relazioni tra Stati Uniti e Israele, compreso il sostegno alla fornitura di finanziamenti e assistenza militare al paese. Sostenne inoltre una soluzione a due stati per il conflitto israelo-palestinese. Nell'ottobre del 2023, si espresse a sostegno di Israele nella guerra tra Israele e Hamas e contro i crimini d'odio. Auspicò un cessate il fuoco nella guerra insieme al rilascio degli ostaggi detenuti da Hamas. Nell'aprile del 2024, prese le distanze dalle richieste del senatore Chris Van Hollen di sospendere i trasferimenti di armi statunitensi a Israele durante la guerra e criticò gli oppositori di Israele all'interno del Partito Democratico definendoli "più interessati a parlare dei problemi che a risolverli".
Sostenne l'Ucraina nell'invasione russa dell'Ucraina del 2022 e promise di sostenere leggi per fornire aiuti esteri all'Ucraina se eletta senatrice, esprimendosi inoltre a favore dell'adesione dell'Ucraina alla NATO. Descrisse il presidente russo Vladimir Putin come un dittatore e un tiranno.
Si oppose all'invio di truppe statunitensi nella guerra russo-ucraina o in una potenziale invasione cinese di Taiwan.

#### Controllo delle armi

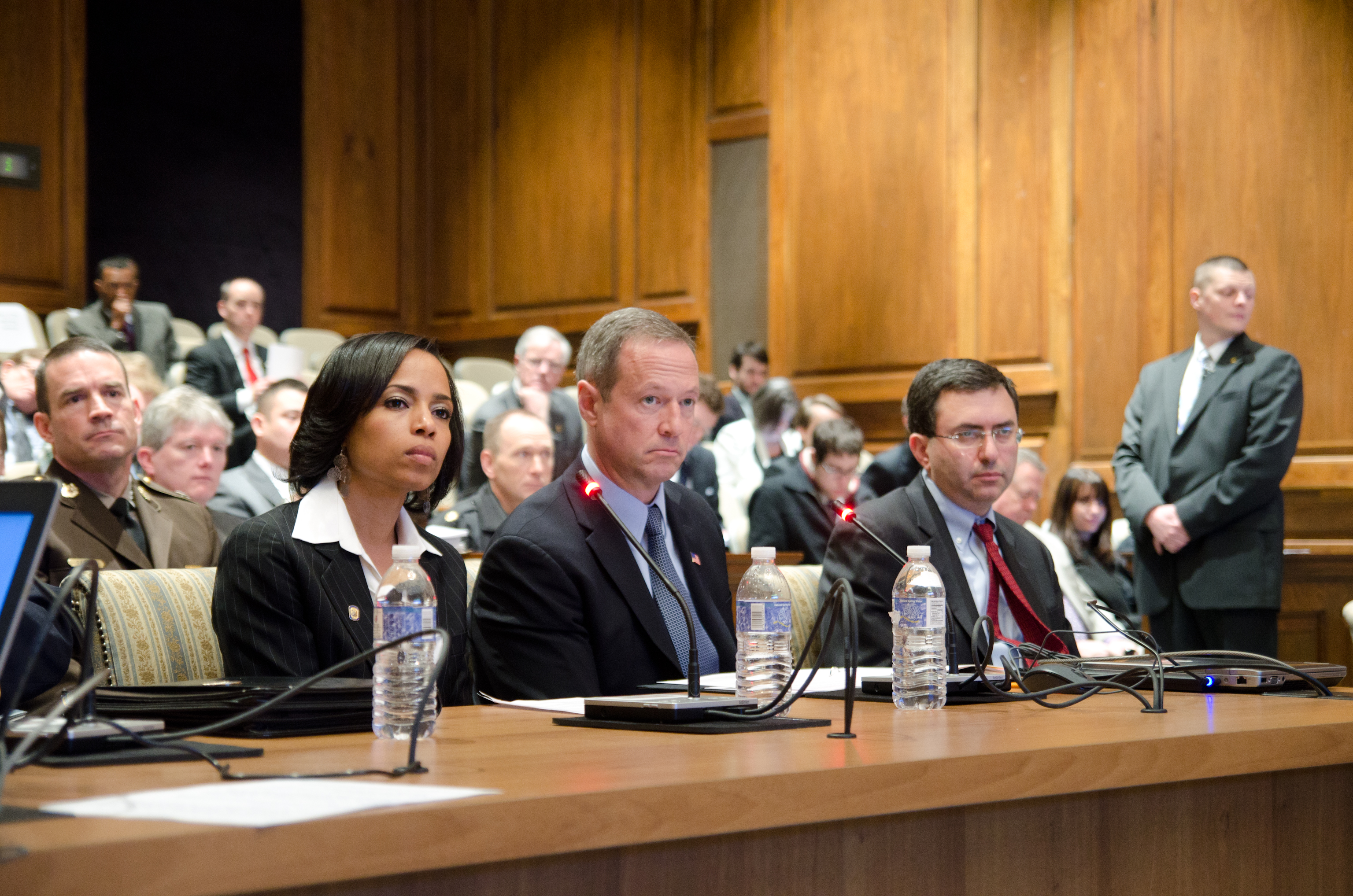
Angela Alsobrooks testimonia per la legge sulla sicurezza delle armi

Angela Alsobrooks si espresse a favore del Firearm Safety Act del 2013, un disegno di legge che limitasse gli acquisti di armi da fuoco e la capacità dei caricatori nei fucili semiautomatici. Attribuì l'aumento della violenza armata alla mancanza di risorse per la salute mentale e di leggi sulle armi. Sostenne inoltre la legislazione federale per implementare controlli universali dei precedenti per il traffico di armi, nonché il divieto di armi d'assalto e di armi fantasma.

#### Assistenza sanitaria
Durante la sua campagna per il Senato, sostenne il tetto del prezzo dell'insulina a trentacinque dollari, la protezione della previdenza sociale e l'espansione dell'Affordable Care Act e di Medicaid per garantire la copertura sanitaria universale. Si espresse favorevolmente a concedere il permesso a Medicare di negoziare i prezzi dei farmaci e di fornire un'opzione di assicurazione sanitaria pubblica; si oppose inoltre alle proposte di aumentare l'età di ammissibilità alla previdenza sociale.

#### Politica nazionale
Angela Alsobrooks si è opposto allo shutdown del governo del 2018-2019, definendolo "malvagio" e riferendosi a Donald Trump come "spietato". Nel gennaio del 2019, promosse un pacchetto di aiuti per i lavoratori federali colpiti dallo shutdown, che includeva fondi per l'assistenza alimentare, per l'affitto e aiuti finanziari agli studenti. Dopo l'assalto al Campidoglio del 6 gennaio, Angela Alsobrooks condannò il ruolo di Trump e di altri legislatori nell'incitamento delle sommosse. Nell'ottobre 2024, incolpò Trump per l'antisemitismo negli Stati Uniti dopo l'attacco del 7 ottobre guidato da Hamas contro Israele.
Nel maggio del 2024, in seguito al verdetto di colpevolezza della giuria nel processo a Trump, Alsobrooks si espresse in sostegno al sistema giudiziario statunitense.

#### Questioni sociali

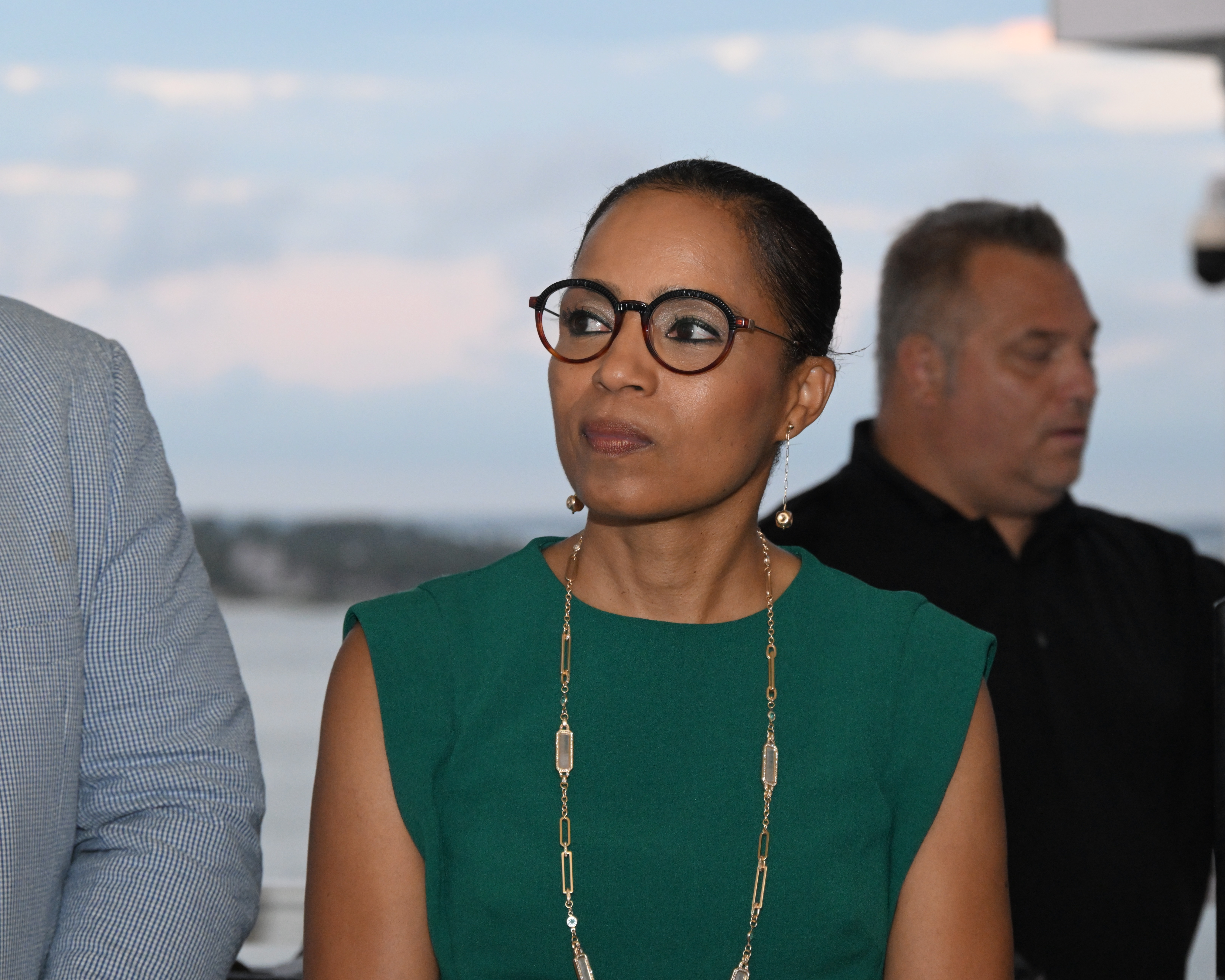
Angela Alsobrooks nel 2023

Angela Alsobrooks fu una sostenitrice del Civil Marriage Protection Act, che legalizzò il matrimonio tra persone dello stesso sesso nel Maryland nel 2012. Durante il suo mandato come presidente della contea di Prince George, Alsobrooks emise diversi comunicati a favore del Pride Month e ampliò i servizi sanitari per le persone affette da HIV/AIDS. Criticò le leggi anti-trans approvate negli stati a maggioranza repubblicana, nonché gli sforzi nazionali per "minare l'uguaglianza e promuovere la discriminazione" contro le persone LGBT.
Fu una grande oppositrice delle restrizioni sull'aborto e descrisse la decisione di abortire come una "decisione familiare per una donna, una famiglia e il suo medico". Nel giugno del 2022, ha criticato la decisione della Corte Suprema degli Stati Uniti d'America nel caso Dobbs contro Jackson Women's Health Organization. In campagna elettorale, promise di co-sponsorizzare immediatamente il Women's Health Protection Act, che rovescerebbe la decisione Dobbs; asserì che non avrebbe sostenuto alcun candidato per cariche giudiziarie che si opponesse al diritto all'aborto; sostenne un referendum del 2024 per codificare il diritto alle cure riproduttive nella Costituzione del Maryland. Contestò inoltre la sentenza della Corte Suprema dell'Alabama in LePage v. Center for Reproductive Medicine, secondo la quale gli embrioni congelati hanno gli stessi diritti dei bambini.
Nel febbraio 2019, quando le venne riferito che la delegata statale Mary Ann Lisanti aveva descritto un distretto nella contea di Prince George come un distretto "n-----" in una conversazione con un altro legislatore, Angela Alsobrooks descrisse tali parole come "inquietanti e offensive" e la invitò a visitare la contea. In seguito chiese alla donna di dimettersi dalla Camera dei Delegati del Maryland.

### Vita privata
Angela Alsobrooks ha una figlia di nome Alex, nata nel 2005, che ha cresciuto come madre single.
Quando aveva otto anni, le venne diagnosticato il Disturbo da deficit di attenzione/iperattività (ADHD), ma anziché trattarlo farmacologicamente i genitori preferirono iscriverla ad un corso di teatro. Anche sua figlia è affetta da ADHD.